# آرتور کوچاریان
آرتور وارطانی کوچاریان (ارمنی: Արթուր Վարդանի Քոչարյան؛ زادهٔ ۱۴ سپتامبر ۱۹۷۴) یک بازیکن بازنشسته فوتبال در پست  مهاجم اهل ارمنستان است.

## باشگاهی
از باشگاه‌هایی که در آن بازی کرده‌است می‌توان به مالاتیا، زوارتنوتس-ای‌ای‌ال و آرارات ایروان اشاره کرد.

## تیم ملی
کوچاریان ۴ بازی ملی در کارنامه دارد. وی نخستین بازی ملی خود را که یک بازی دوستانه بود در تاریخ ۱۷ ژانویه ۱۹۹۶ در ویترول مقابل مراکش انجام داد